# بوگدان دوبروف
بوگدان دوبروف (انگلیسی: Bogdan Dobrev; ۲۹ ژوئیهٔ ۱۹۵۷ – ) قایقران روئینگ اهل بلغارستان بود.
وی در مسابقات کشوری و بین‌المللی در مجموع برندهٔ ۲ مدال برنز شده‌است.